# Космос-903
Космос-903 — советский разведывательный спутник раннего предупреждения о пуске баллистических ракет с континентальной части США запущенный 11 апреля 1978 года с космодрома «Плесецк» в рамках программы «Око». Был взорван на орбите.

## Запуск
Запуск космического аппарата состоялся в 1:38 по Гринвичу 11 апреля 1978 года. Для вывода спутника на орбиту использовалась ракета-носитель «Молния-М». Старт был осуществлён с площадки космодрома «Плесецк». После успешного вывода на орбиту спутник получил обозначение «Космос-903», международное обозначение 1977-027A и номер по каталогу спутников 09911.
«Космос-903» эксплуатировался на высокой эллиптической околоземной орбите. По состоянию на 11 апреля 1978 года он имел перигей 630 километров, апогей 40170 километров и наклон 62,83° с периодом обращения 726 минут.

## Инцидент
В связи с невозможностью нормальной эксплуатации космического аппарата 8 июня 1978 года на околоземной орбите спутнику «Космос‑903» была отдана команда на самоуничтожение. В результате взрыва в космосе образовалось облако обломков.

## Космический аппарат
«Космос-903» принадлежал к серии спутников УС-К, которая была разработана НПО Лавочкина по программе «Око» для идентификации пусков ракет с континентальной части США с помощью оптических телескопов и инфракрасных датчиков.